# Кефер, Поль
Поль Кефер (фр. Paul Adolphe Kéfer; 30 декабря 1875, Руан — 22 мая 1941, Рочестер, штат Нью-Йорк) — французско-американский виолончелист.
Сын скрипача Жюля Кефера, работавшего преимущественно в Реймсе; племянник Луи Кефера и пианиста и дирижёра Гюстава Кефера, двоюродный брат Жанны Кефер, изображённой на известном портрете Фернана Кнопфа.
Окончил Парижскую консерваторию (1900), став одним из последних учеников Жюля Дельсара. В том же году женился на пианистке Мари Элизе Бюсс. Играл в оркестре Опера-комик, Оркестре Колонна, Оркестре Ламурё.
В 1907 г. перебрался в Нью-Йорк. Играл в фортепианном трио Карла Толлефсена (1907—1909) и в Нью-Йоркском симфоническом оркестре (1908—1913), затем вместе с арфистом Карлосом Сальсидо и флейтистом Жоржем Баррером сформировал «Трио Лютеции» (фр. Trio de Lutèce), в составе которого выступал в США и Европе. С 1923 года профессор Истменовской школы музыки и (до 1935 года) концертмейстер виолончелей в Рочестерском филармоническом оркестре, играл также в составе рочестерского Килбурн-квартета во главе с Гюставом Тинло.
В описании современников Кефер предстаёт как «аристократический молчаливый тип, эффектный, как дамасский клинок, и такого же характера».
Сохранились записи Кефера — «Грёзы» Роберта Шумана (с оркестром, 1916), Ave Maria Баха-Гуно и Серенада Камиля Сен-Санса Op. 15 в исполнении «Трио Лютеции».